# فرناندو خورخي
فرناندو خورخي (بالإسبانية: Fernando Dayán Jorge Enríquez) هو راكب الكنو كوبي، ولد في 3 ديسمبر 1998.

## وصلات خارجية
- فرناندو خورخي على موقع الاتحاد الدولي للكانو (الإنجليزية)
- فرناندو خورخي على موقع أوليمبيديا (الإنجليزية)